# 너태샤 리처드슨
너태샤 제인 리처드슨(영어:Natasha Jane Richardson, 1963년 5월 11일 ~ 2009년 3월 18일)은 잉글랜드의 배우이다. 첫 영화 출연작은 1968년 《차지 오브 더 라이트 브리게이드》이며, 1986년 영화 《고딕》의 메리 셸리의 역할로 영화계에 정식 데뷔했다.

## 사망
2009년 3월 16일 캐나다 퀘벡주에서 스키 레슨을 받다가 사고가 났으며, 18일에 숨을 거두었다. 사망 원인은 뇌진탕으로 인한 뇌출혈이었다. 유족들은 그녀의 죽음을 발표하는 자리에서 환자를 위하는데 써달라며 장기 기증 의사를 밝혔다. 22일 그녀의 장례식이 뉴욕주 밀브룩의 성 베드로 성공회 교회(St. Peter's Episcopal Church)에서 열렸으며 근처 교회 묘지에 묻혔다.

## 출연 작품
- 1968년 차지 오브 더 라이트 브리게이드
- 1986년 고딕
- 1987년 어 먼스 인 더 컨트리 (A Month in the Country)
- 1988년 패티 허스트 (Patty Hearst)
- 1989년 멸망의 창조
- 1990년 시녀 이야기, 베니스의 열정 (The Comfort of Strangers)
- 1991년 사랑의 꿈 (The Favour, the Watch and the Very Big Fish)
- 1992년 한밤의 침입자
- 1994년 아일랜드의 연풍, 넬
- 1998년 페어런트 트랩
- 2001년 첼시 호텔 (Chelsea Walls), 블로우 드라이
- 2002년 리노의 하룻밤 (Waking Up in Reno), 러브 인 맨하탄 (캐럴라인 레인 역)
- 2005년 화이트 카운티스, 어사일럼 (Asylum)
- 2007년 이브닝
- 2008년 와일드 차일드
- 2010년 와일디스트 드림 (The Wildest Dream)

## 수상
- 1998년 제52회 토니상 뮤지컬 부문 여우주연상